# Franck Logel
Franck Logel, né le 8 janvier 1985 à Villepinte, est un athlète français, spécialiste du décathlon.
Il remporte le concours de décathlon des Championnats de France d'athlétisme 2008 et est sacré champion de France en salle d'heptathlon en 2008 et 2009.
Au niveau international, il est dixième du concours de décathlon aux Championnats d'Europe espoirs d'athlétisme 2007 et septième en heptathlon aux Championnats d'Europe d'athlétisme en salle 2009.